# 烏合会
烏合会（うごうかい）とは、明治時代後期に日本画家たちによって結成された美術団体。浮世絵の伝統を生かした新しい風俗画を制作しようとした。

## 概要
1901年（明治34年）に結成。当時挿絵画家として活躍していた月岡芳年・水野年方・尾形月耕らの門下生である青年画家たちが会の中心となった。以後ほぼ年2回のペースで展覧会を開き作品を発表する形で新しい試みを世に問うていった。第2回展で鏑木清方が発表した『一葉女史の墓』は彼の代表作の一つとして知られるようになった。
1907年（明治40年）には他の日本画新派系の団体と共に国画玉成会を興している。
1912年（明治45年）5月に第23回展を行った後、6月5日に本郷龍岡町の清方の家に同人が集合し、烏合会は解散はしないが、展覧会は終わりにすることになった。

## 展覧会
- 第01回　明治34年 6月6日〜8日
- 第02回　明治34年 9月20日〜22日
- 第03回　明治35年 4月3日〜6日
- 第04回　明治35年 7月3日〜5日
- 第05回　明治35年 10月1日〜5日
- 第06回　明治36年 3月5日〜8日
- 第07回　明治36年 6月3日〜7日
- 第08回　明治36年 11月6日〜8日
- 第09回　明治37年 5月5日〜8日
- 第10回　明治37年 11月3日〜6日
- 第11回　明治38年 5月3日〜7日
- 第12回　明治38年 10月15日〜17日
- 第13回　明治39年 4月11日〜15日
- 第14回　明治39年 10月19日〜22日
- 第15回　明治40年 5月4日〜7日
- 第16回　明治40年 7月25日〜28日
- 第17回　明治41年 3月19日〜22日
- 第18回　明治41年 10月14日〜17日
- 第19回　明治42年 5月27日〜30日
- 第20回　明治43年 5月20日〜22日
- 第21回　明治43年 10月27日〜30日
- 第22回　明治44年 6月30日〜7月2日
- 第23回　明治45年 5月

## 会員
- 鏑木清方 ☆
- 都築真琴 ☆
- 吉川霊華
- 池田輝方
- 山村耕花 ☆
- 山中古洞 ☆
- 大野静方 ☆
- 高田鶴仙 ☆
- 鰭崎英朋 ☆
- 河合英忠 ☆
- 竹田敬方 ☆
- 福永公美 ☆
- 村岡応東 ☆

☆は最末期の会員11名。